# Samir Pinjo
Samir Pinjo (* 13. leden 1969 nebo 31. prosinec 1969) je bývalý bosenský fotbalový útočník, který působil také v českém týmu SK Slavia Praha.
Po růstu fotbalové kariéry v Bosně si ho v létě 1997 vyhlédlo vedení Slavie a hráče do týmu angažovalo. Ve Slavii vydržel dvě sezony, ale odehrál pouze 18 utkání a odešel zpět na Balkán. Fotbalovou kariéru ukončil v roce 2006 v bosenském týmu NK Travnik.